# Paragoniosoma cachaceiro
Sous-famille
Genre
Espèce
Paragoniosoma cachaceiro, unique représentant du genre Paragoniosoma et de la sous-famille des Paragoniosomatinae, est une espèce d'opilions laniatores de la famille des Gonyleptidae.

## Distribution
Cette espèce est endémique de Bahia au Brésil. Elle se rencontre dans la Chapada Diamantina vers Abaíra dans la Serra do Barbado.

## Description
Le mâle holotype mesure 7,6 mm et la femelle paratype 7,6 mm.

## Publication originale
- Araújo-da-Silva, DeSouza & DaSilva, 2020  : « Paragoniosomatinae, a new subfamily of Gonyleptidae (Arachnida: Opiliones), based on a new species from the Chapada Diamantina relict cloud forests, Brazil. » Zootaxa, no 4808(2), p. 331–349.